# Peter Carl Goldmark
Peter Carl Goldmark (* 2. Dezember 1906 in Budapest; † 7. Dezember 1977 in Port Chester, New York) war ein in Ungarn geborener US-amerikanischer Ingenieur, der den ersten erfolgreichen Farbfernseher vorführte und die Langspielplatte entwickelte.

## Leben und Wirken
Als Peter Carl Goldmark acht Jahre alt war, ließen sich seine Eltern scheiden. Als seine Mutter wieder heiratete, zog er mit ihr nach Wien, wo er 1926 sein Studium abschloss und seine ersten Erfahrungen mit Fernsehern machte. Er hoffte, später mit John Logie Baird zusammenzuarbeiten. Nach dem Studienabschluss zog Peter Carl Goldmark nach England, um für Pye Radio als TV-Ingenieur zu arbeiten. Nachdem er zwei Jahre als Leiter der Fernsehabteilung gearbeitet hatte, zog er 1933 nach New York, wo er als Berater für zahlreiche Fernseh- und Radioanstalten tätig war. Im Jahr 1936 nahm er eine Position als leitender Ingenieur bei Columbia Broadcasting System (CBS) an. Bei Columbia Records arbeitete er an der Langspielplatte. Von 1945 bis 1948 entwickelte er die füllstofffreie Masse (aus PVC und PV-Acetat), durch die das Rauschen der Platten reduziert wurde; zudem konnte die Drehzahl von 78 auf 33⅓ min−1 gesenkt werden. 1948 erfand Goldmark die Langspielplatte aus Kunststoff, die bald darauf die Schellackplatte ablöste.
Auf ihn gehen die ersten im Jahr 1940 stattgefundenen Versuche zur Übertragung von Farbfernsehen zurück. Während einer verschobenen Hochzeitsreise mit seiner zweiten Frau in Montreal im Frühjahr 1940 besuchte Peter Carl Goldmark eine Vorführung des Filmes Gone with the Wind in Technicolor. Er war von den Farbbildern fasziniert und schnell von der Idee von farbigen Bildern auf dem Fernseher begeistert. Nach seiner Rückkehr in die Vereinigten Staaten machte er sich daran, einen Prototyp-Farbfernseher zu schaffen. Das Ergebnis, das er „Field Sequential System“ nannte, hatte sein Demonstrationsdebüt in New York am 29. August 1940. Es projizierte farbige Bilder von Blumen, ein rotes Boot segelte in einen Sonnenuntergang und ein Mädchen jagte einen Ball. Am 2. Dezember 1940 strahlte das System die ersten Live-Farb-TV-Bilder auf experimentellen Kanälen von CBS aus. Bilder wurden mit Hilfe eines schnell drehenden Dreifarbenrades gefilmt und die Anzeige erfolgte unter Zuhilfenahme eines ähnlichen Geräts. Da das System nicht angepasst wurde, um auf den bestehenden Schwarz-Weiß-Fernsehern arbeiten zu können, war es für die Kommunikationskommission zu unpraktisch zur endgültigen Genehmigung. So wurde das von ihm vorgeschlagene System damals nicht verwendet. Man entschied sich nach einem kurzen Intermezzo eines nicht rückwärtskompatiblen Systems 1953 bei CBS und NBC für NTSC, was nach dem gleichnamigen Komitee benannt wurde, findet aber indirekt heutzutage in Ein-Chip-DLP-Projektoren Anwendung (sequentielle Farbwiedergabe mittels Farbrad).
Goldmark trug auch zur Entwicklung der Fotokopien, Audio-Kassetten und des Videorecorders bei.
Für die Entwicklung der Langspielplatte wurde er in die National Inventors Hall of Fame aufgenommen. Seit 1967 war er Mitglied der National Academy of Engineering. 1972 wurde er in die American Academy of Arts and Sciences sowie in die National Academy of Sciences gewählt. 1976 erhielt er die National Medal of Science.

## Privates
1936 heiratete er Muriel Gainsborough, aber die Ehe war nur von kurzer Dauer und das Paar ließ sich scheiden. Im folgenden Jahr wurde er US-Bürger. Am 12. Januar 1940 heiratete er Charlotte Frances Trainer; sie hatten vier Kinder, Frances Massey, Peter Carl Jr., Christopher und Andrew. Die Ehe endete mit der Scheidung im Jahre 1954. Goldmark heiratete später seine Sekretärin Diane Davis, mit der er zwei Kinder hatte, Jonathan und Susan. Goldmark starb 1977 im Alter von 71 Jahren bei einem Autounfall.